# Veliki graben (Gradaščica)
Veliki graben je levi pritok reke Gradaščice, ki izvira v Polhograjskem hribovju (južno pobočje hriba Grmada, 898 m), zahodno od Ljubljane. Sodi v porečje Ljubljanice.